# 凤阳府
凤阳府是明、清两代的一个府，凤阳府在明代属于南直隶，清初属江南省，后属于安徽省。
元朝时为濠州，属安丰路。洪武七年（1374年）八月，由中立府改为凤阳府。明朝时，凤阳府管辖五州十三县：凤阳县、临淮县、怀远县、定远县、五河县、虹县、寿州（领霍丘县、蒙城县）、泗州（领盱眙县、天长县）、宿州（领灵璧县）、颍州（领颍上县、太和县）、亳州。治所在凤阳县。明朝凤阳府管辖今安徽省三分之一以上的地区以及苏北的一部分，相当于今蚌埠市、淮南市、宿州市、淮北市、亳州市、阜阳市的全部及滁州市的大部。洪武二十六年（1393年），编户七万九千一百七，口四十二万七千三百三。弘治四年（1491年），户九万五千一十，口九十三万一千一百八。万历六年（1578年），户一十一万一千七十，口一百二十万二千三百四十九。
清代，凤阳府辖区大致相当于今日安徽省蚌埠市、淮南市、宿州市等各一部以及江苏省盱眙县，泗洪县一部分等，下辖5个县：凤阳县（首县）、怀远县、定远县、凤台县、灵璧县，以及2个散州：寿州和宿州。清代，凤阳府与該省的庐州府、颍州府、泗州直隶州、滁州直隶州、六安直隶州以及江苏省徐州府、河南省归德府相邻。辛亥革命后，全国废府，撤废凤阳府。

## 外部連結
[在维基数据编辑]
 《欽定古今圖書集成·方輿彙編·職方典·鳳陽府部》，出自陈梦雷《古今圖書集成》